# 유대순
유대순(1965년 3월 4일 ~ )은 대한민국의 축구 코치이다.

## 선수 경력
대학 4학년이던 1987년 12월 18일 유공 코끼리 (현 제주 유나이티드 FC)와 입단계약을 체결하여 프로축구 선수로 활동하였으며 1990시즌 K리그 베스트 11에 선정되었다. K리그 통산(정규리그와 리그컵 포함) 102경기 출장 108실점의 기록을 남겼다.

## 지도자 경력
선수생활을 마무리한 뒤에는 중고등학교에서 지도자 생활을 시작해 2010년부터 2014년까지 K3리그 경주 시민축구단의 감독을 맡았으며, 이후 호남대학교와 한라대학교 등에서 지도자 경험을 이어왔다. 2015년에는 제 12회 한일 덴소컵, 광주 하계 유니버시아드 남자 축구대표팀에서 골키퍼 코치를 맡았고, 2018년 아시아 대학축구대회 대표팀을 지도하기도 했다.
2019시즌을 앞두고 K리그2의 부천 FC 1995의 골키퍼 코치로 선임되었다.